# 7 Ochotniczy Pułk Piechoty Illinois (3 lata)

7 Ochotniczy Pułk Piechoty Illinois (3 lata) (ang. 7th Illinois Volunteer Infantry Regiment (3 Years)) – pułk piechoty amerykańskiej, wchodzący w czasie wojny secesyjnej w skład Armii Unii.
Sformowany 25 lipca 1861 w Cairo (Illinois) (na samym południowym krańcu stanu) z większości stanu osobowego 7 Ochotniczego Pułku Piechoty Illinois (3-miesięcznego). Rozwiązany 9 lipca 1865.

## Dowódcy
- Płk John Cook – awansowany na generała brygady 21 marca 1862.
- Płk Richard Rowett – rozwiązał oddział 9 lipca 1865

Bitwa pod Shiloh

## Działania zbrojne
- Bitwa o Fort Henry
- Bitwa o Fort Donelson
- Bitwa pod Shiloh
- Bitwa pod Bentonville